# 佐倉知佳
佐倉 知佳（さくら ちか）は、日本の歌手。
ジャンルはクラシック(ソプラノ)〜ポップス。
国立科学博物館「元素のふしぎ展」に於いて発売された「元素deプレイボタン」(avex)には、パッヘルベルのカノンで118の元素名を周期表通りに歌った「そんげうたうでんのか、のるべるへっぱ」が収録されている。
同曲は赤坂サカスでのプロモーションイベントでDream5と共演・披露されたほか、ドイツ国際体操祭（ドイツ・マンハイム…SAPアリーナ）などでも披露された。
2016年中国で公開の劇場版アニメーション映画「大魚海棠 (BIGFISHBEGONIA)」（邦題「紅き大魚の伝説」）にも劇伴レコーディング参加。